# ФК „Болоня“
ФК „Болоня“ (на италиански: Bologna Football Club 1909 S.p.A.) е италиански футболен клуб, състезаващ се в Серия А.
Носител е на 7 шампионски титли в Серия А и 2 купи на Италия. През 1998 г. печели летния европейски футболен турнир Купа Интертото.

## История
Създаването на футболен клуб „Болоня“ се осъществява по идея на австриеца Емилио Арнстайн и неговия брат. Двамата се запалват по футбола в университета и преди да дойдат в Италия, за да създадат „Болоня“, братята създават „Блек Стар“ ФК в Австрия.
На 3 октомври 1909 г. в едноименния град е създаден ФК „Болоня“. На учредителното събрание е определено цялостното ръководство на клуба, а цветовете на отбора – червено и синьо са заети от английския „Кристъл Палас“.
На 20 март 1910 г. отборът на Болоня играе първия си официален мач срещу облечените в бяло играчи на „Виртус“. Първия сезон „фелсинейте“ прекарват в регионалната дивизия, която печелят, за да си осигурят промоция в дивизията, наречена Група „Венето-Емилиано“. „Рособлу“ играят там четири сезона и преди футболните състезания да бъдат прекъснати от Първата световна война, болонци се изкачват в северната лига на Италия.
След войната формата на „Болоня“ се подобрява и те жънат успех след успех. Стъпка по стъпка отборът достига до успеха. През сезон 1924/25 „Болоня“ печели северната лига, а след това и държавния шампионат. Във финалния мач през 1925 г. надиграва столичаните от „Рома“ с категоричното 6:0. „Болоня“ повтаря успеха си през сезон 1928/29. Това е и последният сезон преди преустройството на италианския футбол и създаването на Серия А. „Рособлу“ се утвърждава като водещ отбор на апенините и преди Втората световна война печели скудетото още четири пъти.
Световната война приключва и футболът в Италия е възроден. Шампионите от „Болоня“ не показват формата от преди години и през петото и шестото десетилетие на миналия век се задържат около петото място в класирането. През 1964 г. обаче „Болоня“ си връща славата, като отново става шампион на Италия. През 70-те години тимът губи блясъка си, но успява на два пъти да спечели купата на страната и да запази вярата на феновете.
През сезон 1981/82 започва тежък период в историята на клуба. Първо „Болоня“ губи битката с „Дженоа“ и „Каляри“ за оставане в Серия А и изпада от италианския елит. Следващите два сезона не са по-успешни и клубът отпада на два пъти, за да се озове в Серия Ц1. През 1996 г. футболистите се радват на кратък ренесанс и се завръщат в Серия А. През 1998 г. болонци дори печелят европейска слава. Клубът печели турнира Купа „Интертото“ и участва в надпреварата за Купата на УЕФА. Отборът остава в най-горната дивизия до сезон 2004/05, когато губи плейофите от „Парма“ и отново изпада.
През следващия сезон феновете очакват от тима борба за завръщане в елита, но турбуленция вътре в клуба води до лошо представяне на отбора в червено и синьо. Два сезона тимът е заклещен по средата на таблицата, но в кампанията през 2007/08 под ръководството на Даниеле Аригони „Болоня“ е втори в Серия Б и печели автоматична промоция и завръщане сред най-добрите.

## Отличия

### Национални
- Серия А 
  -  Шампион (7): 1924/25, 1928/29, 1935/36, 1936/37, 1938/39, 1940/41, 1963/64
  -  Вицешампион (4): 1926/27, 1931/32, 1939/40, 1965/66
  -  Бронзов медал (3): 1930/31, 1932/33, 1966/67
- Серия Б:
  -  Шампион (2): 1987/88, 1995/96
- Coppa Alta Italia:
  -  Носител (1): 1946
- Купа на Италия:
  -  Носител (3): 1970, 1974, 2025

### Международни
- Интертото:
  -  Носител (1): 1998
- Купа Митропа:
  -  Носител (3): 1931/32, 1933/34, 1960/61
  -  Финалист (2): 1961/62, 1988/89
- Tournoi International de l'Expo Universelle de Paris:
  -  Носител (1): 1937
- Купа на Италиано-Английската лига:
  -  Носител (1): 1970

## Състав
Последна актуализация: 19 юли 2025 г.

## Известни футболисти
- Роберто Баджо
- Роберто Манчини
- Енцо Мареска
- Джузепе Синьори
- Никола Вентола
- Луис Оливейра
- Николай Илиев: 1989/91 - (28 мача - 3 гола)
- Андрей Гълъбинов: 2007/09 - (0 мача - 0 гола)
- Валентин Антов: 2021 (наем) - (5 мача - 0 гола)
- Хидетоши Наката
- Теодорос Загоракис
- Игор Шалимов
- Игор Коливанов
- Мохамед Калон
- Кенет Андершон
- Теди Лукич
- Клас Ингесон
- Кубилай Тюркйълмаз

## Бивши треньори
- Алберто Дзакерони
- Карло Мацоне
- Франческо Гуидолин

## Български футболисти
- Димитър Папазов: 2024-/ - (0 мача - 0 гола)